# جوني بوش
جوني بوش (بالإنجليزية: Johnny Bush)‏ هو كاتب أغاني وموسيقي ومغن مؤلف أمريكي، ولد في 17 فبراير 1935 في هيوستن في الولايات المتحدة.

## وصلات خارجية
- جوني بوش على موقع IMDb (الإنجليزية)
- جوني بوش على موقع ميوزك برينز (الإنجليزية)
- جوني بوش على موقع أول ميوزيك (الإنجليزية)
- جوني بوش على موقع ديسكوغز (الإنجليزية)
- جوني بوش على موقع قاعدة بيانات الفيلم (الإنجليزية)